# ارنست بوین
ارنست بوین (انگلیسی: Ernest Bevin؛ ۹ مارس ۱۸۸۱ – ۱۴ آوریل ۱۹۵۱) سیاست‌مدار اهل بریتانیا بود.
وی از سال ۱۹۴۰ تا ۱۹۵۱ نماینده مجلس بریتانیا و از سال ۱۹۴۵ تا ۱۹۵۱ وزیر امورخارجه بریتانیا بوده‌است.